# Illes Desventuradas

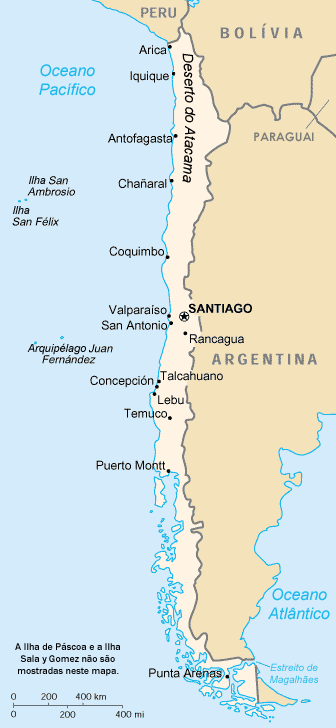
Mapa de Xile

Les illes Desventuradas es troben a uns 850 km a l'oest de la costa de Xile i formen part del municipi de Valparaíso. Formen part de les illes esporàdiques xilenes.
L'arxipèlag de les illes Desventuradas consisteix en dues illes principals, l'illa San Félix (26° 16′ 50″ S, 080° 05′ 42″ O / 26.28056°S,80.09500°O) i l'illa San Ambrosio (26° 21′ S, 79° 53′ O / 26.350°S,79.883°O) i de nombroses roques i illots entre els quals destaquen l'illot González (26° 19′ S, 80° 04′ O / 26.317°S,80.067°O), illot situat al sud-est de San Félix, i roca Catedral, situada al nord de San Félix. En total, les illes Desventuradas tenen una àrea de només 3,9 km². La topografia de les illes és molt accidentada, amb cims de 193 m a l'illa San Félix, 479 m a l'illa San Ambrosio, 173 m a l'illot González i de 53 m a roca Catedral.
Les dues illes principal són d'origen volcànic i la flora i la fauna de les illes, tot i tenir-ne poc coneixement, són d'un gran interès científic. La costa de l'illa (de) San Ambrosio consisteix en penya-segats escarpats de 4 km de llargària i 850 m d'altura predominantment basàltics. L'illa San Félix és un pèl més petita i té dos turonets, el més alt dels quals és de 193 m d'alçada, que es troben nus a causa dels vents. La vegetació de les illes és un petit mosaic de matolls, arbres de diverses mides i arbustos mesclats amb falgueres i herbes perennes. Hi ha un petit aeroport militar d'una sola pista a l'illa San Félix (codi ICAO: SCFX).
No hi ha fonts d'aigua a les illes i els únics vertebrats que es troben a les illes són els ocells. Un total de deu espècies d'ocells marins i una d'ocells terrestres, algunes de les quals es troben en perill d'extinció, nien a les illes o bé hi fan escala durant les migracions. L'illa de l'arxipèlag en què es troben més ocells és l'illa San Ambrosio.
A causa de l'aïllament en què es troben i la dificultat d'accedir-hi, no hi ha assentaments humans a les illes, tot i que l'armada xilena té un destacament destinat permanentment a l'illa San Félix.

## Història
Les illes van ser vistes per primer cop per Juan Fernández l'any 1574 o potser per Magallanes l'any 1520. Pedro Sarmiento de Gamboa escrigué l'any 1579 que "a partir d'ara se les anomenarà San Felix i San Ambor". No obstant això, el nom del màrtir Ambor fou confós, a causa d'una corrupció lingüística del nom, amb el del bisbe Sant Ambrosi (San Ambrosio en castellà).

## Llista de les illes
Arxipèlag de les illes Desventuradas:
- Illa San Félix i els illots que l'envolten
  - Illa San Félix (26° 16′ 50″ S, 080° 05′ 42″ O / 26.28056°S,80.09500°O; 193 m)
  - Illot González o Illa Gonzalez (26° 19′ S, 80° 04′ O / 26.317°S,80.067°O; 173 m)
  - Roca Catedral (26° 16′ 08″ S, 080° 06′ 49″ O / 26.26889°S,80.11361°O; 53 m)
- Isla (de) San Ambrosio (26° 21′ S, 79° 53′ O / 26.350°S,79.883°O; 479 m)